# Grande Prêmio Indústrias do Mármore

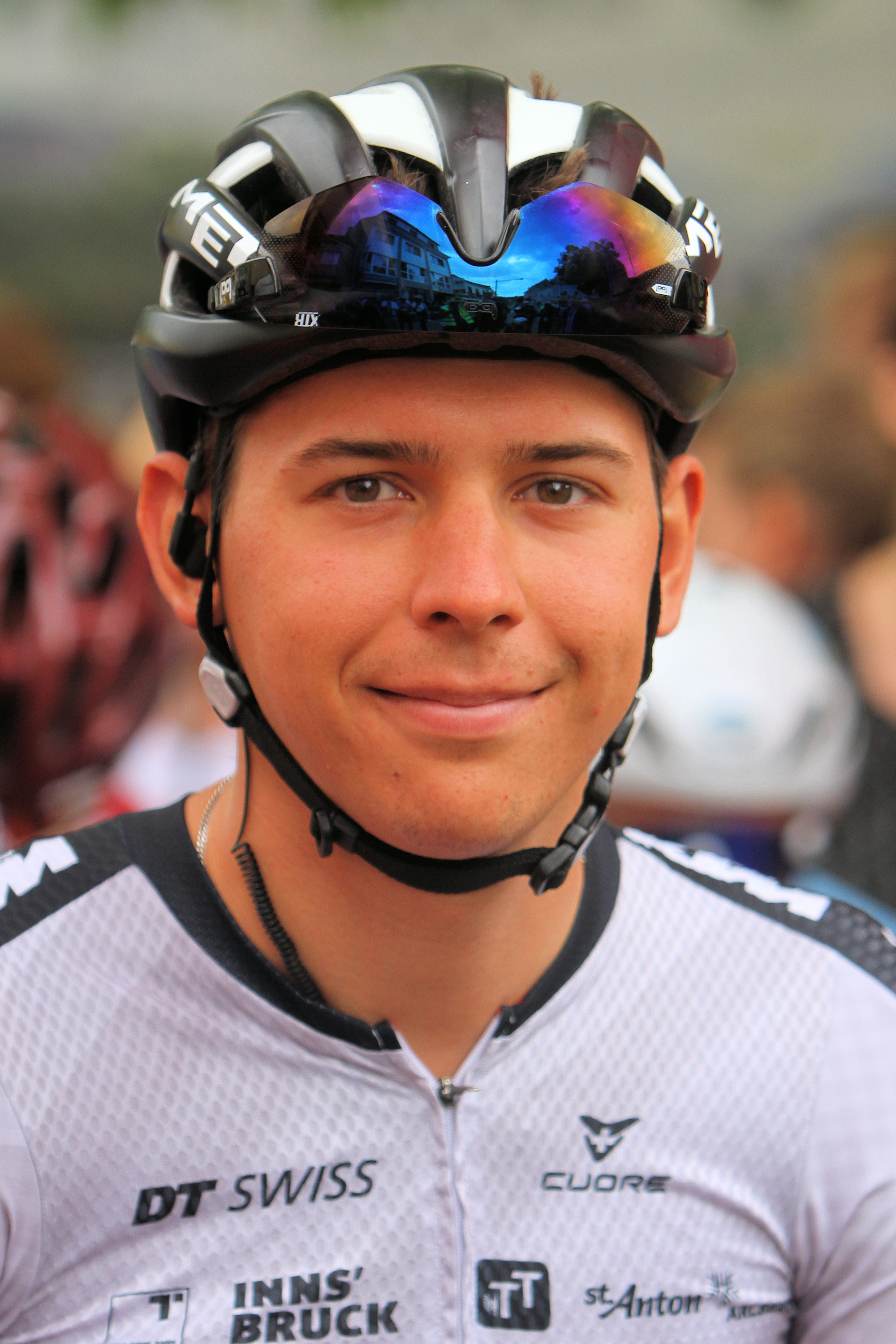
Ganhador 2019: Patrick Gamper

O Grande Prêmio Indústrias do Mármore (oficialmente: Gran Premio Industrie del Marmo) é uma corrida de ciclismo de um dia italiana que se disputa no município de Carrara (província de Massa e Carrara, região de Toscana) e seus arredores, no mês de maio.
Criou-se em 2000como corrida amador e até 2005 não foi profissional por isso a maioria de ganhadores têm sido italiano. Em 2004 foi de categoria 1.6 (máxima categoria para corridas amador). Desde a criação dos Circuitos Continentais da UCI em 2005 faz parte do UCI Europe Tour, dentro da categoria 2.2 (última categoria do profissionalismo).
Seu traçado sempre costuma constar de 167 km.
Está organizada pela Ocimroup.

## Palmarés
Em amarelo: edição amador.
| Ano  | Ganhador                 | Segundo               | Terceiro          |
| ---- | ------------------------ | --------------------- | ----------------- |
| 2000 | Simone Cadamuro          | Cristian Tosoni       | Nicola Gavazzi    |
| 2001 | Nicola Pavone            | Pasquale Muto         | Samuele Vecchi    |
| 2002 | Ezio Casagrande          | Daniel Okrucinski     | Luigi Giambelli   |
| 2003 | Cristian Tosoni          | Denys Kostyuk         | Roman Luhovyy     |
| 2004 | Matej Mugerli            | Juan Pablo Magallanes | Wojciech Dybel    |
| 2005 | Alessio Signego          | Nicola Do Puppo       | Michał Gołaś      |
| 2006 | David Garbelli           | Gianluca Coletta      | Vitaliy Kondrut   |
| 2007 | Anton Rechetnikov        | Gene Bates            | Vincenzo Garofalo |
| 2008 | Simone Stortoni          | Emanuele Vona         | Cameron Meyer     |
| 2009 | Carlos Manarelli         | Enrico Magazzini      | Matej Stare       |
| 2010 | Tomas Alberio            | Rafael Andriato       | Luke Rowe         |
| 2011 | Rafael Andriato          | Matteo Trentin        | Michele Simoni    |
| 2012 | Thomas Fiumana           | Kristian Sbaragli     | Matteo Busato     |
| 2013 | Luca Benedetti           | Thomas Fiumana        | Caleb Ewan        |
| 2014 | Matej Mugerli            | Martin Weiss          | Sergey Shilov     |
| 2015 | Gian Marco Dei Francesco | Gennaro Giustino      | Davide Martinelli |
| 2016 | Damiano Cima             | Seid Lizde            | Niko Colonna      |
| 2017 | Michael Storer           | Lucas Hamilton        | Matic Grošelj     |
| 2018 | Gregorio Ferri           | Matteo Sobrero        | Cristian Scaroni  |
| 2019 | Patrick Gamper           | O Mehdi Chokri        | Paolo Baccio      |

## Palmarés por países
| País      | Vitórias |
| --------- | -------- |
| Itália    | 13       |
| Brasil    | 2        |
| Eslovênia | 2        |
| Rússia    | 1        |
| Austrália | 1        |
| Áustria   | 1        |